# Seine-et-Oise
1790–1968
Entités précédentes :
- Île-de-France

Entités suivantes :
- Yvelines
- Essonne
- Hauts-de-Seine
- Seine-Saint-Denis
- Val-de-Marne
- Val-d'Oise

La Seine-et-Oise (prononcé [sɛ.n‿e waz]) est un ancien département français de la région parisienne, créé en 1790 et dissous en 1968. Le département de la Seine était enclavé en son sein.
En 1968, six départements la remplacent :
Trois sont intégralement composés d'anciennes communes de la Seine-et-Oise. Ils forment avec la Seine-et-Marne la grande couronne :
- les Yvelines (qui reprend le numéro minéralogique de la Seine-et-Oise « 78 ») ;
- l'Essonne (de nouveau numéro minéralogique « 91 ») ;
- le Val-d'Oise (« 95 »).

Les trois autres sont formés principalement d'anciennes communes de la Seine, auxquels ont été adjoints des communes de la Seine-et-Oise, et forment la petite couronne :
- les Hauts-de-Seine (« 92 ») ;
- la Seine-Saint-Denis (« 93 ») ;
- le Val-de-Marne (« 94 ») .

## Histoire

Carte du département de la Seine-et-Oise et du département de Paris (1790).

La Seine-et-Oise fut l'un des 83 départements créés à la Révolution française, le 4 mars 1790 en application de la loi du 22 décembre 1789, à partir d'une partie de la province d'Île-de-France.
Son chef-lieu était Versailles, et il eut pour sous-préfectures Corbeil (devenu Corbeil-Essonnes, remplacée par celle d'Évry à la suite du décret du 25 février 1965), Étampes (jusqu'en 1926), Mantes (devenu Mantes-la-Jolie) (sauf entre 1926 et 1943), Pontoise, Rambouillet (à partir de 1812), et, après 1962, Montmorency, Palaiseau, Le Raincy et Saint-Germain-en-Laye. Deux autres arrondissements s'ajoutèrent en 1966, Argenteuil et Étampes, pour préparer les nouveaux départements. Ainsi, au moment de sa suppression, le département comptait 11 arrondissements, 68 cantons et 688 communes (il y a aujourd'hui 686 communes dans ses limites)[réf. nécessaire].
Sa population s'élevait à 2 298 931 habitants en 1962 (dernier recensement avant sa suppression), et dépasserait aujourd'hui 4,5 millions d'habitants. Sa superficie était de 5 658,94 km2 (565 894 ha).
Il était entouré par les départements de l'Oise au nord, de Seine-et-Marne à l'est, du Loiret au sud, d'Eure-et-Loir et de l'Eure à l'ouest. De plus, le département de la Seine, qui comprenait Paris et sa proche banlieue, était entièrement enclavé par la Seine-et-Oise.
Il a été supprimé le 1er janvier 1968 (tout comme le département de la Seine), en application de la loi du 10 juillet 1964 portant réorganisation de la région parisienne, et a constitué les départements de l'Essonne, du Val-d'Oise et des Yvelines. Quelques-unes de ses communes ont également formé des parties des Hauts-de-Seine (9 communes), de la Seine-Saint-Denis (16 communes) et du Val-de-Marne (18 communes). La réorganisation de la région parisienne en 1964 aboutit à démembrer le Grand Paris pour plusieurs raisons principales :
- remédier à un déficit d'administration d'une collectivité fortement peuplée. L'équivalent actuel du territoire de Seine-et-Oise comporte environ 5 millions d'habitants ;
- aujourd'hui imposer le district de la région de Paris (institué en 1961, le district regroupe Paris et la Seine, la Seine-et-Oise et la Seine-et-Marne) en démembrant le département de la Seine pour éviter l'émergence d'un contre-pouvoir trop important dans la Ve République naissante ;
- rétablir une solidarité à l'échelle régionale et en particulier une solidarité à l'égard du territoire qui a été le plus délaissé dans l'histoire urbaine, sociale et politique du XIXe et du XXe siècle, le département de Seine-et-Oise. La Seine-et-Oise était en effet le parent pauvre des politiques d'équipement, de désenclavement et d'administration. Le département de Seine-et-Oise n'avait pas bénéficié de la manne financière de la Ville de Paris (qui était un territoire plus riche), comme avait pu en bénéficier le département de la Seine[6] ;
- cantonner l'influence du Parti communiste français à un seul territoire, la Seine-Saint-Denis, et éviter que le PCF, à la faveur d'une alliance avec le PS de l'époque, la SFIO, ne reprenne les rênes du Grand Paris, donc du département de la Seine[6].

### Langue
D'après Abel Hugo, vers 1835, le langage des habitants de Seine-et-Oise ne différait de celui des Parisiens que dans les campagnes, où le peuple avait naturellement un vocabulaire varié et des locutions qui tenaient à son état, au genre de ses occupations agricoles et industrielles, inconnues à celui de la capitale.
Par suite de l'ancien séjour de la cour à Versailles, les habitants de cette ville et des environs avaient un langage plus riche, plus figuré et plus nuancé d'expressions recherchées que ceux des autres arrondissements du département.

## Héraldique
| Blason de Seine-et-Oise | Les armes de Seine-et-Oise se blasonnent ainsi : d’azur semé de fleurs de lys d’or aux deux bandes ondées d’argent brochant sur le tout. Ce blason a été créé en 1943 sous l'égide de la commission départementale d'héraldique. Le fond d'azur semé de fleurs de lys d'or reprend les armes de France ancienne qui sont aussi celles de l'Île-de-France, les deux bandes ondées d'argent symbolisent les deux principaux cours d'eau qui irriguent le département, la Seine et l'Oise. Il a été repris par le nouveau département des Yvelines lors de sa création en 1968. |

## Histoire des divisions administratives

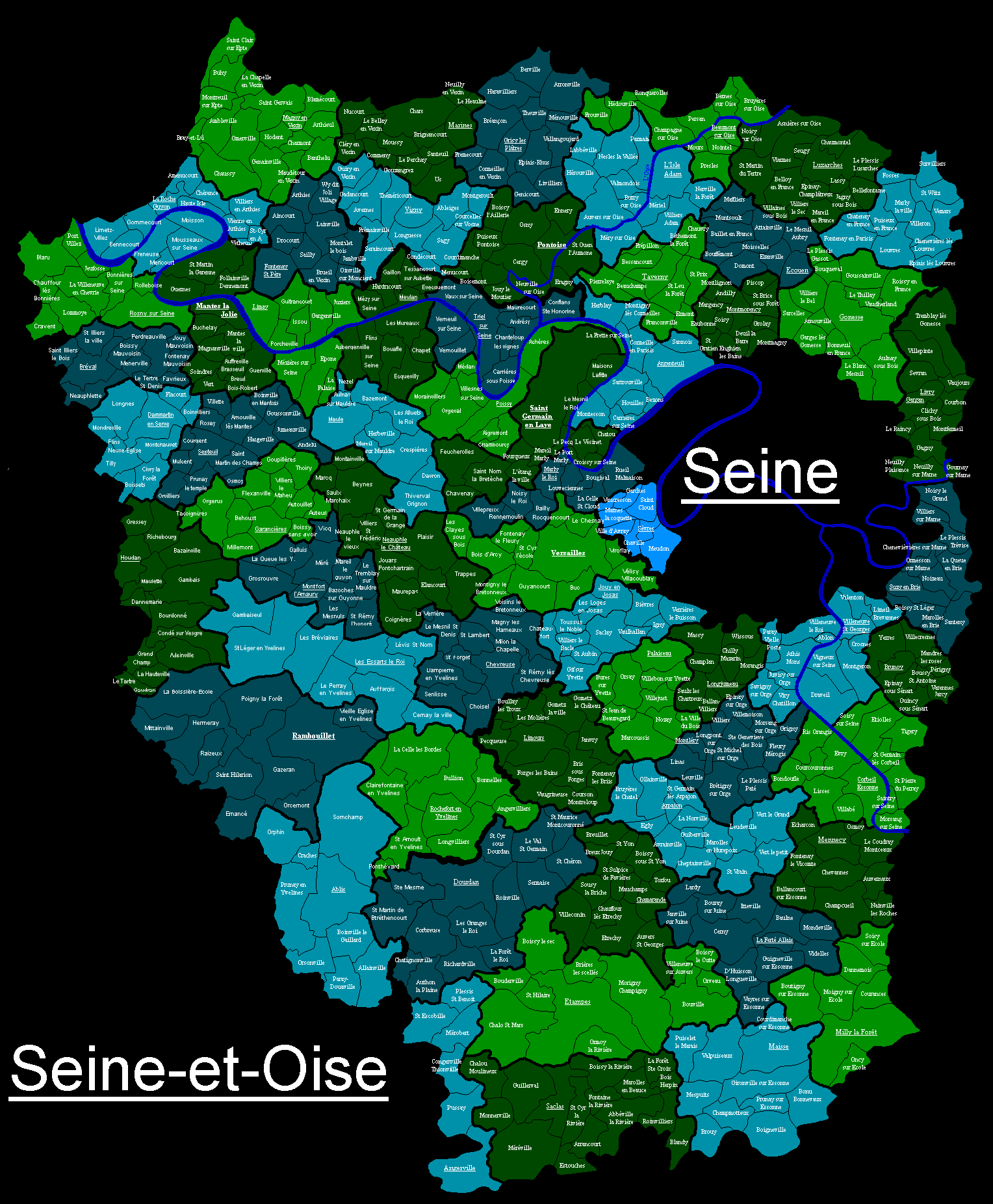
Carte de Seine-et-Oise vers 1800.
Carte des cantons de Seine-et-Oise entre 1931 et 1964.
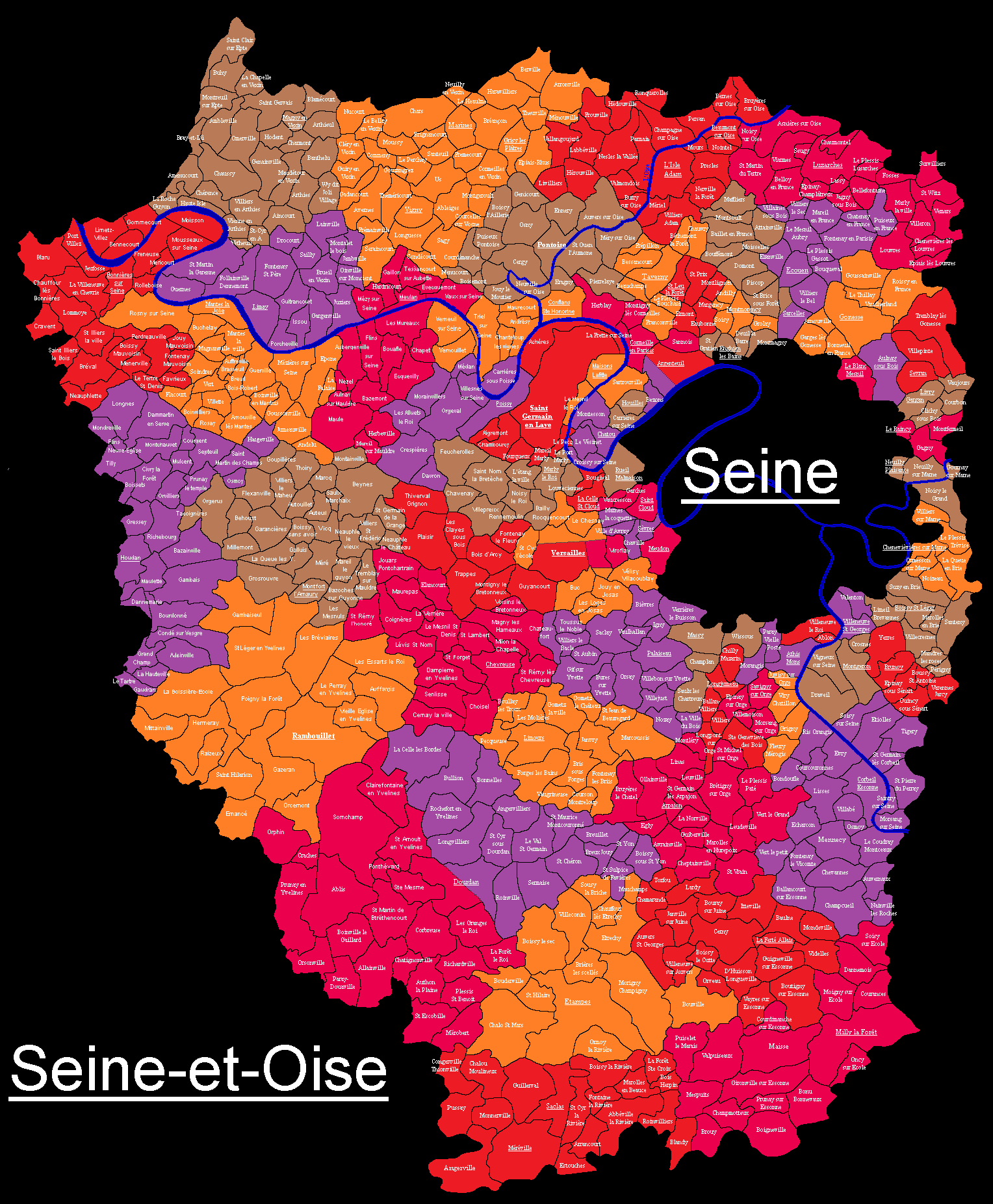
Carte des cantons de Seine-et-Oise entre 1964 et 1967.
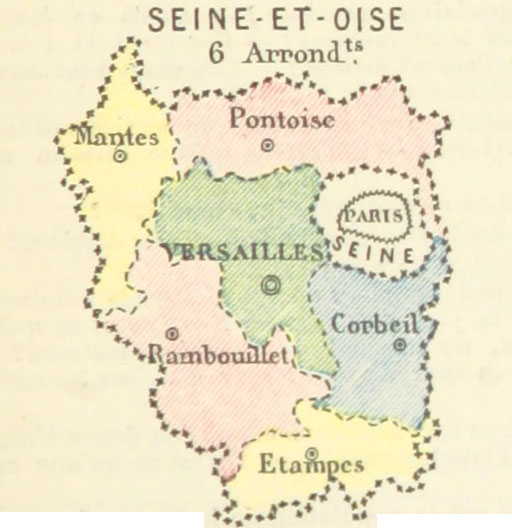
Arrondissements entre 1812 et 1926.
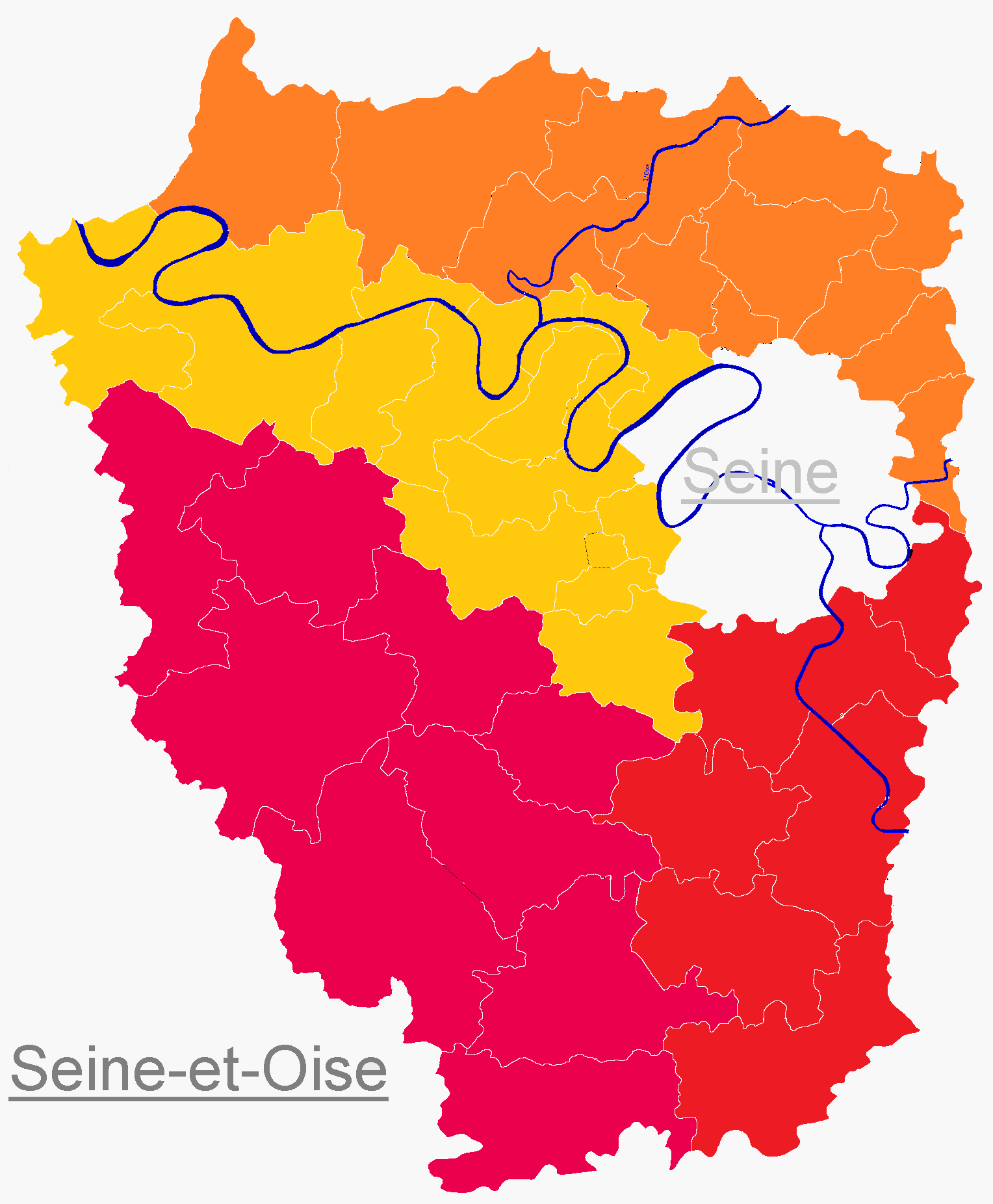
Arrondissements entre 1931 et 1943.
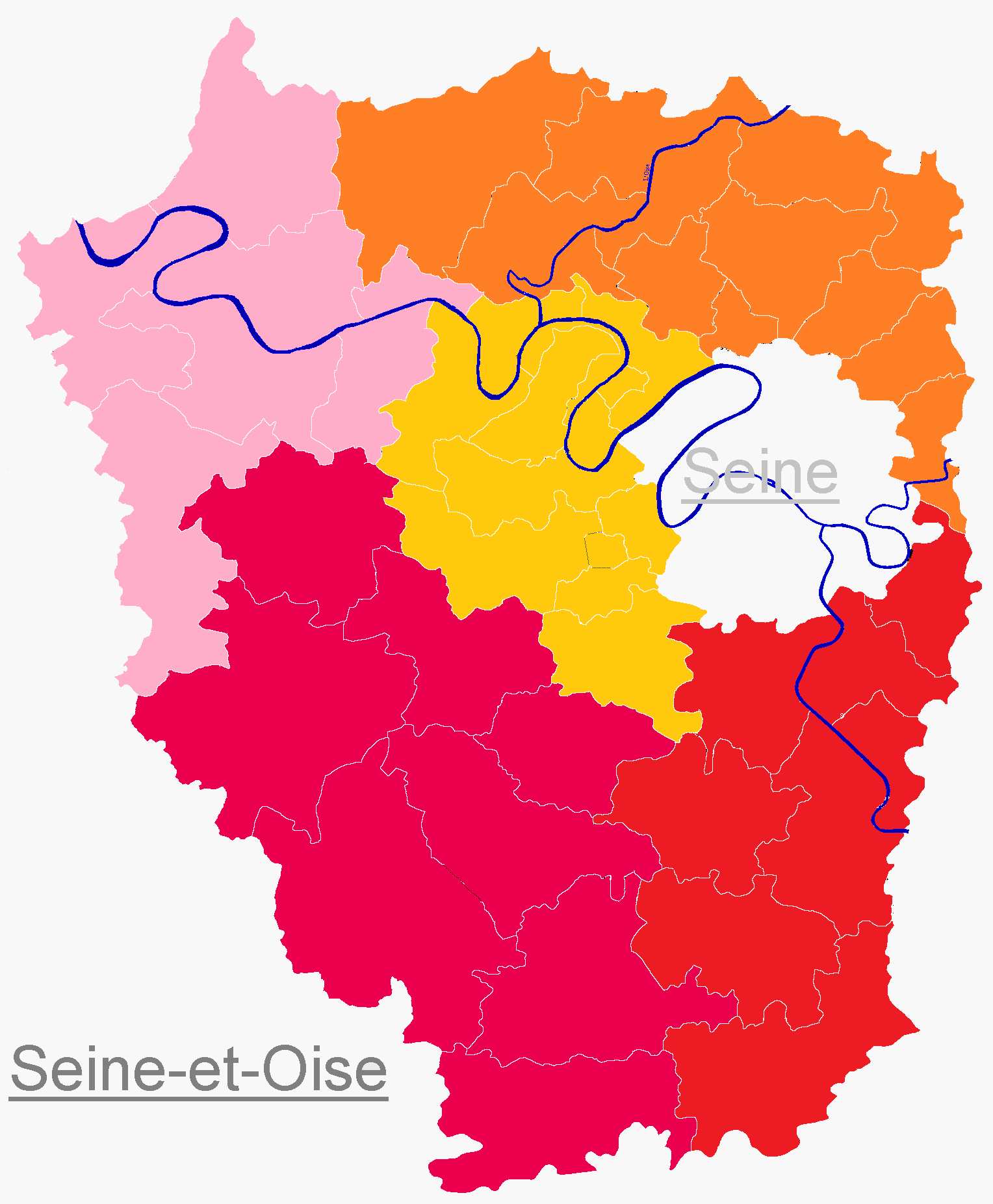
Arrondissements entre 1943 et 1962.
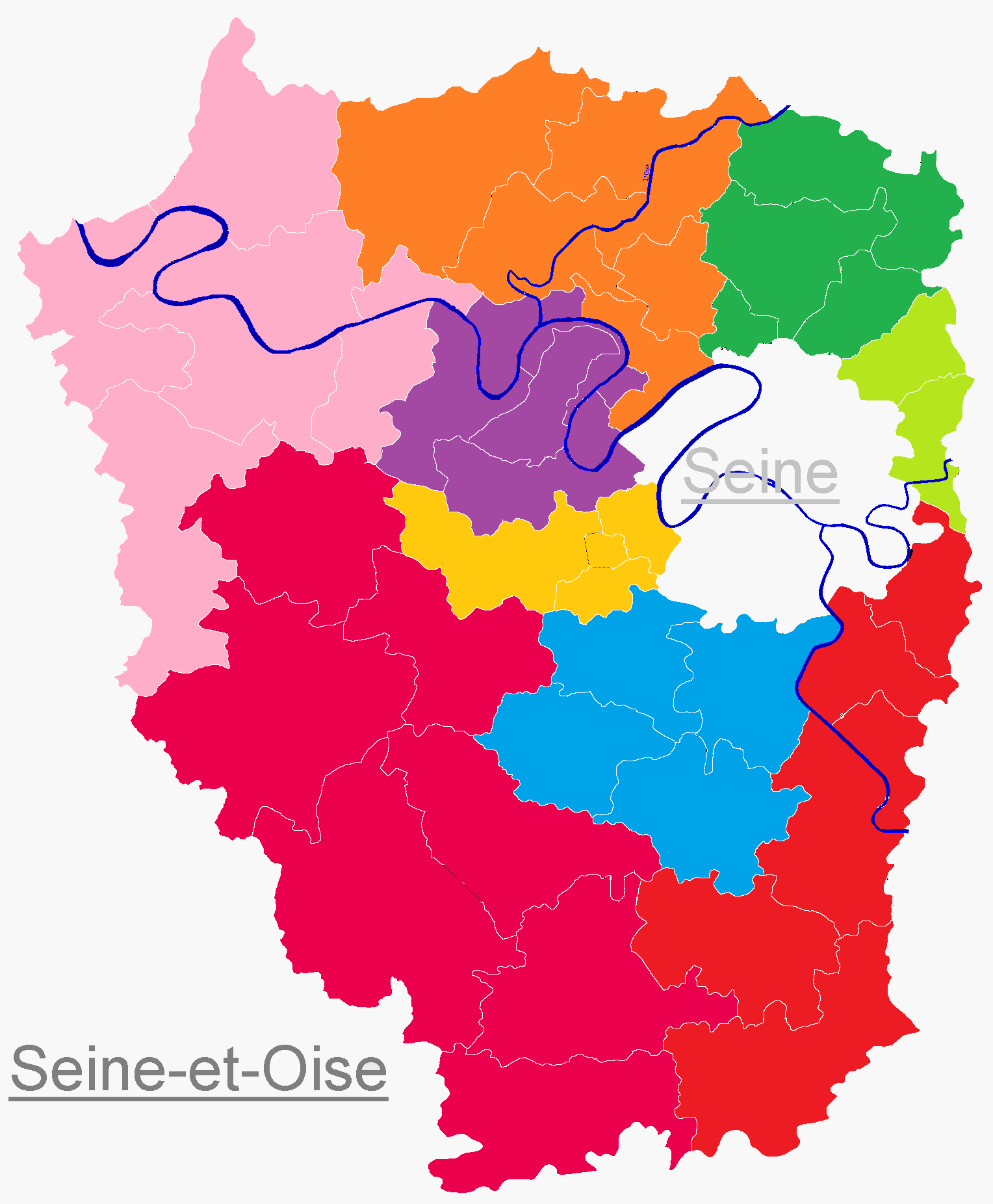
Arrondissements entre 1962 et 1964.

La création des départements de Paris, des Hauts-de-Seine, de la Seine-Saint-Denis, du Val-de-Marne, de l'Essonne, des Yvelines, du Val-d'Oise à partir de la Seine et de Seine-et-Oise en 1968.

### Modifications administratives (1790-1967)
Au cours de ses 177 ans d'existence, l'organisation du territoire de la Seine-et-Oise a connu de nombreuses évolutions.
- 1790 (décret du 26 février prenant effet le 4 mars) : création du département de Seine-et-Oise avec 9 districts : Corbeil, Dourdan, Étampes, Gonesse, Mantes, Montfort, Pontoise, Saint-Germain et Versailles, divisés en 59 cantons
- 1795 : disparition des districts
- 1800 (17 février, loi du 28 pluviôse an VIII) : création des arrondissements : Corbeil, Étampes, Mantes, Pontoise et Versailles, divisés en 36 cantons
- 1812 : création de l'arrondissement de Rambouillet
- Après la victoire des coalisés à la bataille de Waterloo (18 juin 1815), le département est occupé par les troupes prussiennes de juin 1815 à novembre 1818 (voir occupation de la France à la fin du Premier Empire).
- 1882 : création du canton du Raincy
- 1919 : création du canton de Villeneuve-Saint-Georges
- 1920 : création du canton de Chennevières-sur-Marne
- 1922 : création du canton d'Aulnay-sous-Bois
- 1924 : création du canton de Maisons-Laffitte
- 1926 (décret du 10 septembre) : suppression des arrondissements d'Étampes et Mantes
- 1931 : création du canton de Taverny
- 1943 (loi du 26 novembre) : restauration de l'arrondissement de Mantes
- 1962 (décret n° 62-1294 du 7 novembre 1962 publié au journal officiel le 8 novembre 1962[10]) : création des arrondissements de Montmorency, Palaiseau, Le Raincy et Saint-Germain-en-Laye
- 1964 (décret du 28 janvier[11]) : le nombre de cantons passe de 41 à 67
- 1964 (loi du 10 juillet) : la suppression du département est programmée
- 1965 (décret du 25 février) : les chefs-lieux des nouveaux départements sont désignés
- 1966 (décret du 2 juin)[12] : la création de l'arrondissement d'Argenteuil, la restauration de l'arrondissement d'Étampes, le transfert du chef-lieu de l'arrondissement de Corbeil à Évry, la création du canton de Saint-Arnoult-en-Yvelines et quelques transferts de cantons entre arrondissements font coïncider les limites des arrondissements et des cantons avec les limites des futurs départements
- 1967 (décret du 20 juillet) : création des cantons des nouveaux départements
- 1967 (décret du 19 septembre) : l'entrée en vigueur complète de la loi du 10 juillet 1964 est fixée au 1er janvier 1968
- 1968 (1er janvier) : dissolution du département de Seine-et-Oise (entrée en fonction des conseils généraux des nouveaux départements, élus en 1967)

### Division en arrondissements à travers le temps (1800-1967)
- 1800-1812 : 5 arrondissements (Versailles, Pontoise, Corbeil, Étampes, Mantes)
- 1812-1926 : 6 arrondissements (Versailles, Pontoise, Rambouillet, Corbeil, Étampes, Mantes)
- 1926-1943 : 4 arrondissements (Versailles, Pontoise, Rambouillet, Corbeil)
- 1943-1962 : 5 arrondissements (Versailles, Pontoise, Rambouillet, Corbeil/Corbeil-Essonnes, Mantes)
- 1962-1966 : 9 arrondissements (Versailles, Pontoise, Rambouillet, Corbeil-Essonnes, Mantes, Montmorency, Palaiseau, Le Raincy, Saint-Germain-en-Laye)
- 1966-1967 : 11 arrondissements (Versailles, Pontoise, Rambouillet, Évry, Étampes, Mantes, Argenteuil, Montmorency, Palaiseau, Le Raincy, Saint-Germain-en-Laye)

## Arrondissements et cantons

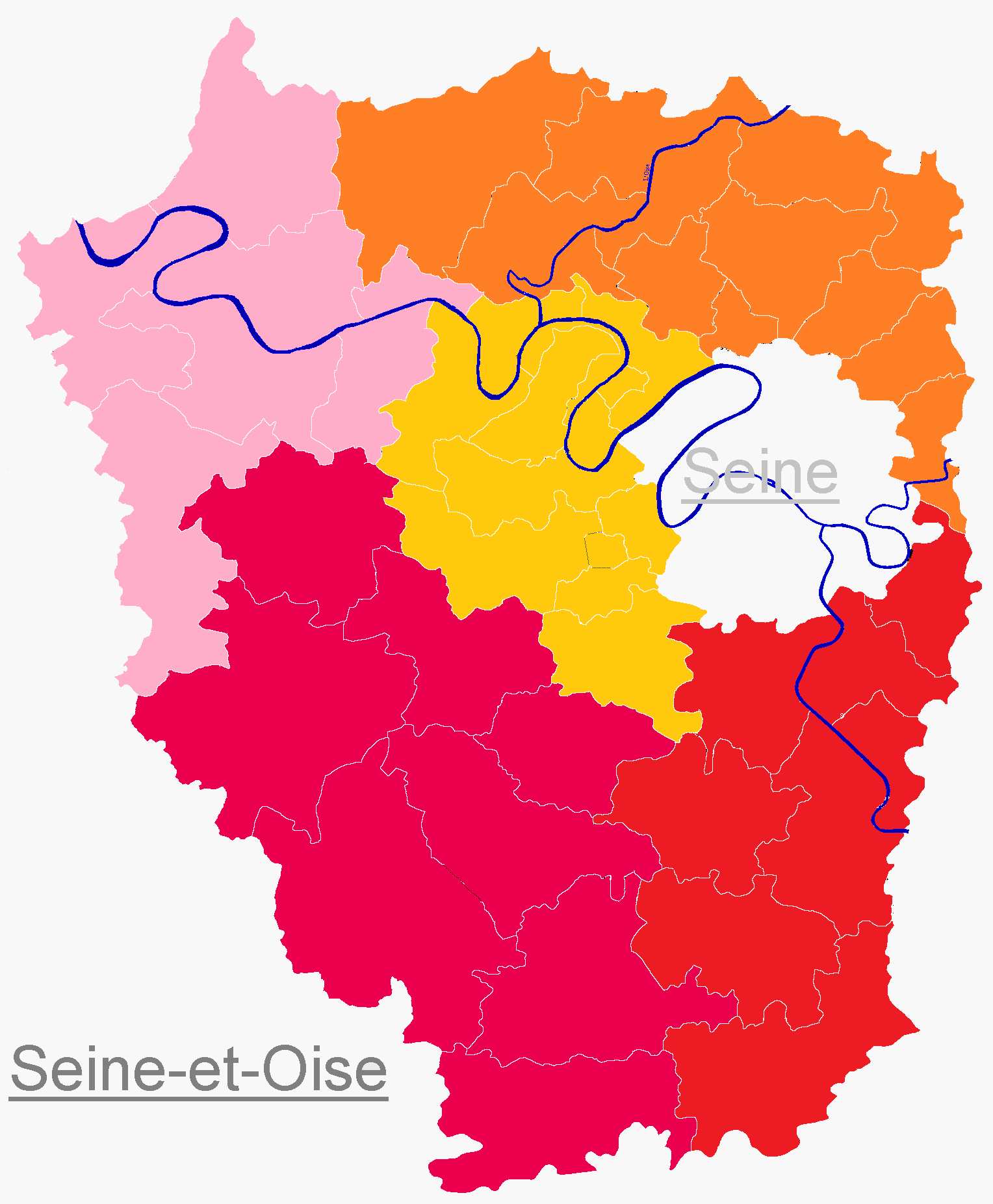
Arrondissements entre 1943 et 1962 :
Arrondissement de Mantes
Arrondissement de Pontoise
Arrondissement de Versailles
Arrondissement de Rambouillet
Arrondissement de Corbeil

Les arrondissements de Seine-et-Oise étaient composés des cantons suivants :

### Arrondissement de Corbeil puis d'Évry (1800-1967)
- Canton d'Arpajon (1800-1962)

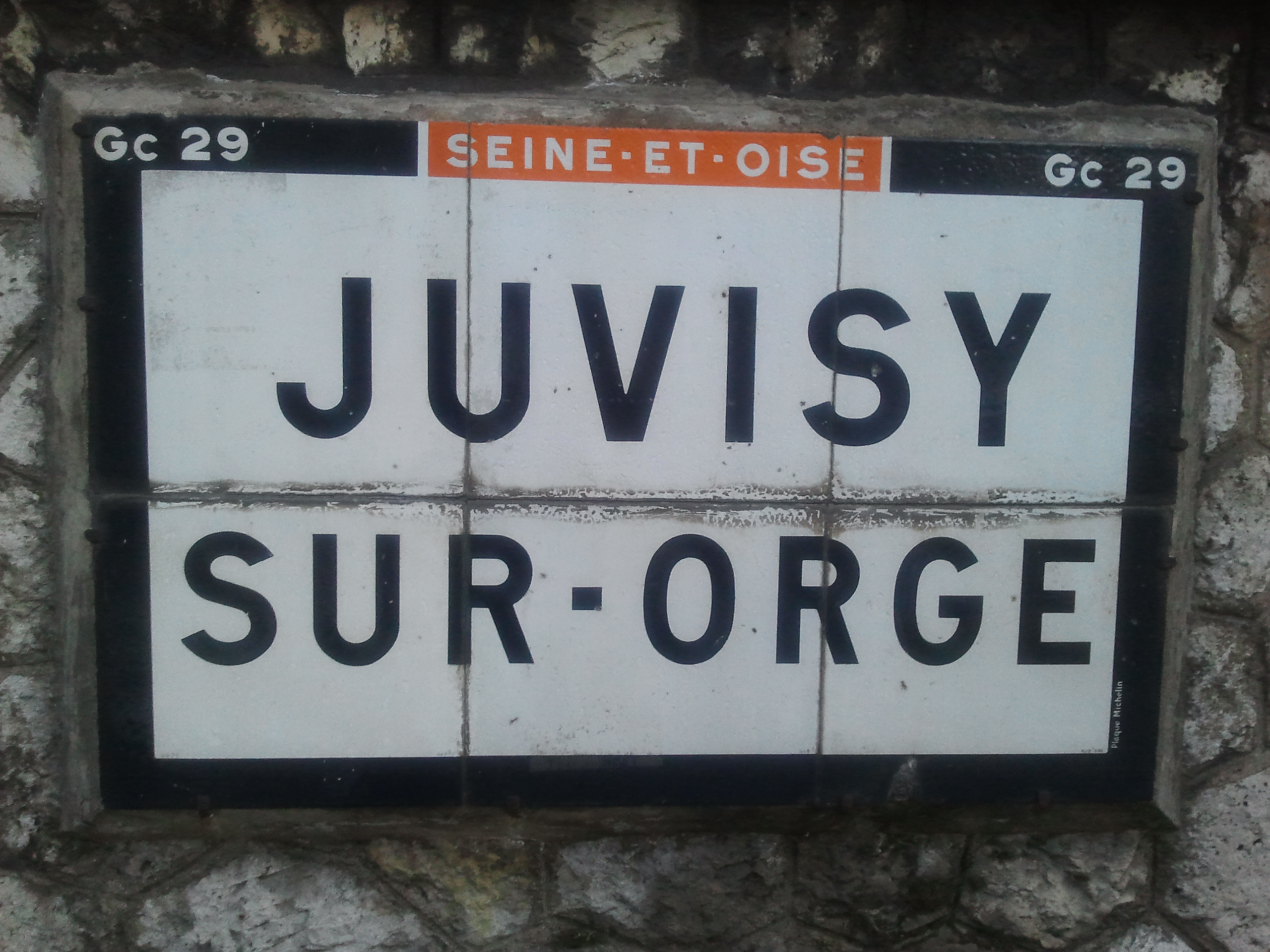
Ancien panneau « Seine-et-Oise » rue des Gaulois à Juvisy-sur-Orge (Essonne).

- Canton de Boissy-Saint-Léger (1800-1967)
  - Canton de Villeneuve-Saint-Georges (1919-1967)
    - Canton de Brunoy (1964-1967)
    - Canton de Montgeron (1964-1967)

  - Canton de Chennevières-sur-Marne (1964-1967)
- Canton de Corbeil (1800-1964) (Corbeil-Essonnes à partir de 1951)
  - Canton de Corbeil-Essonnes-Nord (1964-1967)
  - Canton de Corbeil-Essonnes-Sud (1964-1967)
- Canton de Longjumeau (1800-1962)
- Canton de La Ferté-Alais (1926-1966)
- Canton de Milly-la-Forêt (1926-1967)
- Canton de Juvisy-sur-Orge (1966-1967)
- Canton de Villeneuve-le-Roi (1966-1967)

Le chef-lieu de cet arrondissement a été transféré de Corbeil-Essonnes (Corbeil jusqu'en 1951) à Évry en 1966.
De 1966 à 1967, le rattachement à cet arrondissement des cantons de Boissy-Saint-Léger, Chennevières-sur-Marne, Villeneuve-le-Roi et Villeneuve-Saint-Georges (qui devaient rejoindre le département du Val-de-Marne) est effectué à titre provisoire.

### Arrondissement d'Étampes (1800-1926 puis 1966-1967)

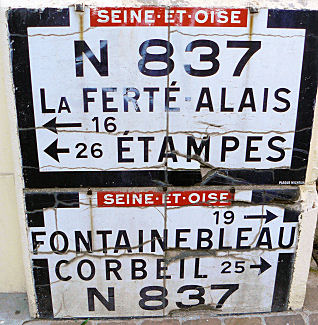
Ancien panneau « Seine-et-Oise »
à Milly-la-Forêt (Essonne).

- Canton de Dourdan-Nord (1800-1812)
- Canton de Dourdan-Sud (1800-1812)
- Canton de Dourdan (1967)
- Canton d'Étampes (1800-1926 puis 1966-1967)
- Canton de La Ferté-Alais (1800-1926 puis 1966-1967)
- Canton de Méréville (1800-1926 puis 1966-1967)
- Canton de Milly-la-Forêt (1800-1926)
- Canton de Saint-Chéron (1967)

### Arrondissement de Mantes (1800-1926 puis 1943-1967)
- Canton de Bonnières-sur-Seine (1800-1926 puis 1943-1967) (le chef-lieu de ce canton était à La Villeneuve-en-Chevrie jusqu'en 1802)
- Canton de Houdan (1800-1926 puis 1943-1967)
- Canton de Limay (1800-1926 puis 1943-1967)
- Canton de Magny-en-Vexin (1800-1926 puis 1943-1966)
- Canton de Mantes (1800-1926 puis 1943-1967) (Mantes-la-Jolie à partir de 1953)
- Canton de Meulan (1943-1967)

### Arrondissement de Pontoise (1800-1967)
- Canton d'Écouen (1800-1962)
- Canton de Gonesse (1800-1962)
  - Canton du Raincy (1882-1962)

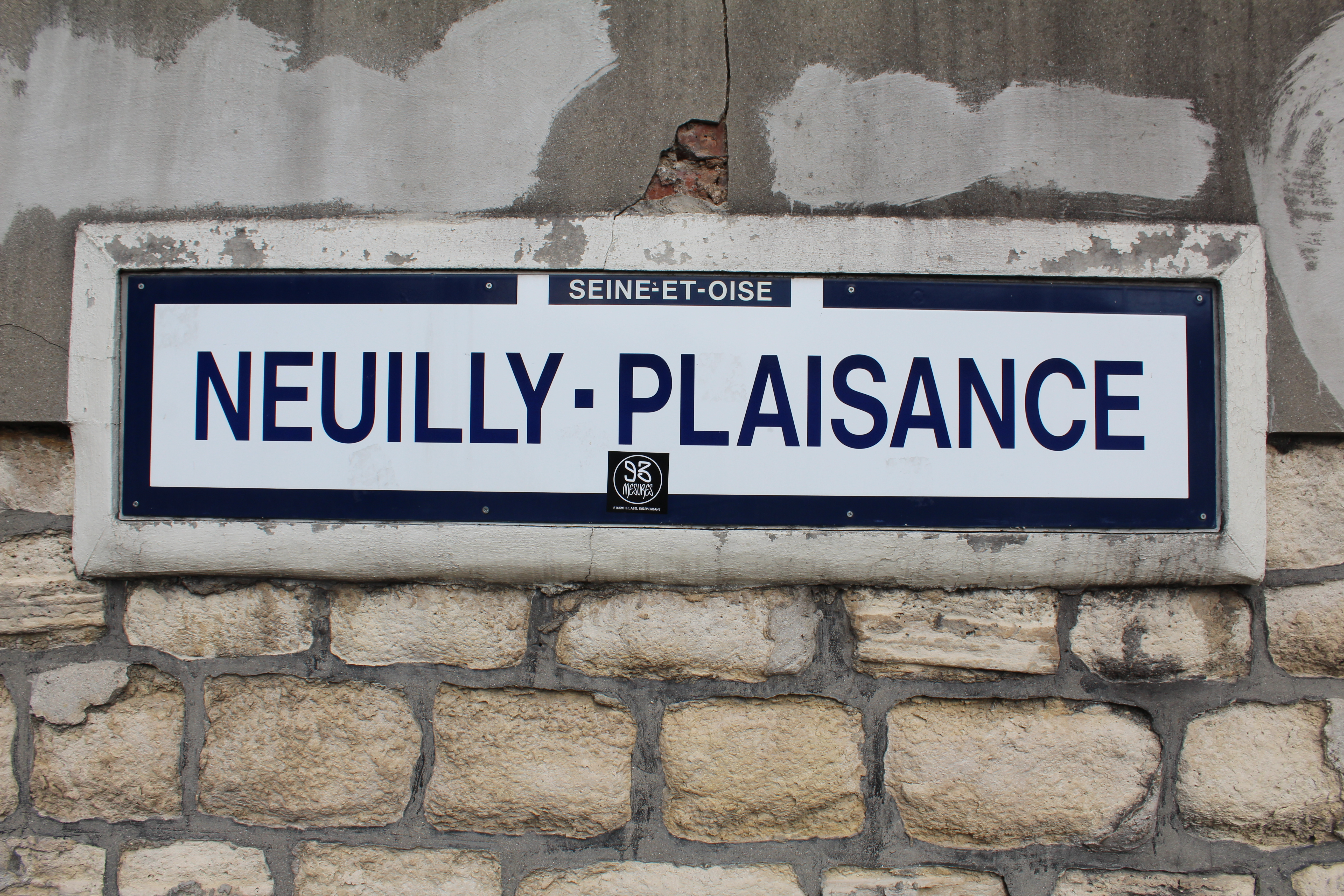
Ancien panneau « Seine-et-Oise »
à Neuilly-Plaisance (Seine-Saint-Denis).

  - Canton d'Aulnay-sous-Bois (1922-1962)
- Canton de L'Isle-Adam (1800-1967)
- Canton de Luzarches (1800-1962)
- Canton de Marines (1800-1967)
- Canton de Montmorency (1800-1962)
  - Canton de Taverny (1931-1967)
    - Canton de Saint-Leu-la-Forêt (1964-1967)
- Canton de Pontoise (1800-1967)
- Canton de Magny-en-Vexin (1926-1943 puis 1966-1967)
- Canton d'Argenteuil (1962-1964)
  - Canton d'Argenteuil-Nord (1964-1966)
  - Canton d'Argenteuil-Sud (1964-1966)
  - Canton de Cormeilles-en-Parisis (1964-1966)
  - Canton de Houilles (1964-1966)

### Arrondissement de Versailles (1800-1967)
- Canton d'Argenteuil (1800-1962)
- Canton de Chevreuse (1800-1812)
- Canton de Limours (1800-1812)
- Canton de Marly-le-Roi (1800-1962)
- Canton de Meulan (1800-1943)
- Canton de Montfort-l'Amaury (1800-1812)
- Canton de Palaiseau (1800-1962)
- Canton de Poissy (1800-1962)
- Canton de Rambouillet (1800-1812)
- Canton de Saint-Germain-en-Laye (1800-1962)
  - Canton de Maisons-Laffitte (1924-1962)
- Canton de Sèvres (1800-1967)
  - Canton de Meudon (1964-1967)
  - Canton de Saint-Cloud (1964-1967)
- Canton de Versailles-Nord (1800-1967)
- Canton de Versailles-Ouest (1800-1967)
  - Canton de Versailles-Nord-Ouest (1964-1967)
- Canton de Versailles-Sud (1800-1967)
- Canton de Bonnières-sur-Seine (1926-1943)
- Canton de Limay (1926-1943)
- Canton de Mantes (1926-1943)

De 1966 à 1967, le rattachement à cet arrondissement des cantons de Meudon, Saint-Cloud et Sèvres (qui devaient rejoindre le département des Hauts-de-Seine) est effectué à titre provisoire.

### Arrondissement de Rambouillet (1812-1967)
- Canton de Chevreuse (1812-1967)
- Canton de Dourdan-Nord (1812-1966)
- Canton de Dourdan-Sud (1812-1966)
  - Canton de Saint-Arnoult-en-Yvelines (1966-1967)
- Canton de Limours (1812-1962)
- Canton de Montfort-l'Amaury (1812-1967)
- Canton de Rambouillet (1812-1967)
- Canton d'Étampes (1926-1966)
- Canton de Houdan (1926-1943)
- Canton de Méréville (1926-1966)

### Arrondissement de Montmorency (1962-1967)
- Canton d'Écouen (1962-1964)
  - Canton d'Écouen-Lochère (1964-1967)
  - Canton de Sarcelles-Centre (1964-1967)
- Canton de Gonesse (1962-1967)
- Canton de Luzarches (1962-1967)
- Canton de Montmorency (1962-1967)
  - Canton d'Enghien-les-Bains (1964-1967)

### Arrondissement de Palaiseau (1962-1967)
- Canton d'Arpajon (1962-1967)
- Canton de Limours (1962-1967)
- Canton de Longjumeau (1962-1967)
  - Canton d'Athis-Mons (1964-1967)
  - Canton de Juvisy-sur-Orge (1964-1966)
  - Canton de Massy (1964-1967)
  - Canton de Savigny-sur-Orge (1964-1967)
  - Canton de Villeneuve-le-Roi (1964-1966)
- Canton de Palaiseau (1962-1967)

### Arrondissement du Raincy (1962-1967)
- Canton d'Aulnay-sous-Bois (1962-1967)
  - Canton du Blanc-Mesnil (1964-1967)
  - Canton de Sevran (1964-1967)
- Canton du Raincy (1962-1967)
  - Canton de Livry-Gargan (1964-1967)
  - Canton de Neuilly-Plaisance (1964-1967)

### Arrondissement de Saint-Germain-en-Laye (1962-1967)
- Canton de Maisons-Laffitte (1962-1967)
- Canton de Marly-le-Roi (1962-1967)
  - Canton de La Celle-Saint-Cloud (1964-1967)
  - Canton de Rueil-Malmaison (1964-1967)
- Canton de Poissy (1962-1967)
  - Canton de Conflans-Sainte-Honorine (1964-1967)
- Canton de Saint-Germain-en-Laye (1962-1967)
  - Canton de Chatou (1964-1967)
- Canton de Houilles (1966-1967)

De 1966 à 1967, le rattachement à cet arrondissement du canton de Rueil-Malmaison (qui devait rejoindre le département des Hauts-de-Seine) est effectué à titre provisoire.

### Arrondissement d'Argenteuil (1966-1967)
- Canton d'Argenteuil-Nord (1966-1967)
- Canton d'Argenteuil-Sud (1966-1967)
- Canton de Cormeilles-en-Parisis (1966-1967)

## Économie
Le Val-d'Oise et les Yvelines partagent la Chambre de commerce et d'industrie de Versailles[réf. nécessaire].